# Анхелика Арагон
Анхелика Еспиноса Странски (на испански: Angélica Espinoza Stransky), по-известна като Анхелика Арагон (на испански: Angélica Aragón), е мексиканска актриса.
Известна е с участията си в мексиканските филми Гоития, бог само по себе си (1988), Кориандър и магданоз (1997), Секс, скромност и сълзи (1999) и Престъплението на отец Амаро (2002). Участвала е и в американски продукции като Любов в облаците (1995) и Мръсни танци: Хавански нощи (2002). Сред най-запомнящите ѝ се телевизионни роли са в теленовелите Да живееш по малко (1985) и Женски поглед (1997).

## Биография
Анхелика Еспиноса Странски е родена на 11 юли 1953 г. в град Мексико. Дъщеря е на известния мексикански актьор и каскадьор Хосе Анхел Еспиноса "Феруския" и Соня Странски. Има по-малка сестра, Виндия, която умира през 2008 г. От страна на майка си има полубрат и полусестра, Джон и Жаклин. Дядо ѝ по майчина линия, който е с чешки произход, е войник на служба при император Франц Йосиф от Австро-Унгария, сражавал се в Първата световна война. Соня, майката на Анхелика, е секретарка на музиканта Карлос Чавес. Родителите ѝ се развеждат, когато е на тригодишна възраст. Прекарва детството си между телевизионни и филмови форуми, придружавайки баща си. Анжелика живее с майка си и сестра си в къща в Колония дел Вайе в мексиканската столица, като често живее и при баща си.

### Формиране като актриса
Анхелика желае да учи медицина във Френско-мексиканския лицей в град Мексико. Там се запознава с испанския актьор Хуан Рибо. Анхелика се присъединява към театралната компания, ръководена от Рибо, която поставя произведения на Федерико Гарсия Лорка в театър „Френски съюз“ в Поланко, град Мексико. През 1970 г. участва в постановка на режисьора Антонио Паси в рамките на Международния фестивал „Сервантино“ в Гуанахуато. През 1971 г. с подкрепата на баща си получава малка роля в теленовелата на Телевиса Любовта има женско лице, продуцирана от Валентин Пимстейн и режисирана от родения в Германия режисьор Фернандо Вагнер. Чрез Хуан Рибо Анхелика се запознава с актьора, режисьор и драматург Алехандро Ходоровски, участващ като статист във филма Свещената планина (1973). Анжелика взима артистичния си псевдоним в знак на почит към своята баба по бащина линия Фредевинда Арагон, която умира при раждане на 19-годишна възраст.
Стачка в Националния автономен университет на Мексико кара Анхелика да емигрира в Англия. Учила е театър, танци и пантомима в продължение на седем години в Лондонската академия за музикално и драматично изкуство. Посещава и курсове в Лондонското училище за съвременен танц. Успоредно с театралното си обучение, Анжелика се занимава с различни дейности в Лондон. Работила е като готвачка и преводач в болница и е продавала детски дрехи в универсален магазин. Тя също така се записва в Лондонския университет, където изучава индийска философия, история и езици. Арагон говори седем езика: испански, английски, френски, италиански, португалски, бенгалски и японски. Като студентка по театрално изкуство тя също работи пет години като разпоредителка в Кралския национален театър в Лондон.
Анхелика пристига в Индия случайно с тогавашния си съпруг. По препоръка на преподавател в Лондонското училище за съвременен танц, тя успява да бъде приета в „Керала Каламандалам“, едно от най-важните училища за ритуални танци в Южна Индия. Въпреки че тази институция приема само студенти от мъжки пол, Анхелика успява да накара външни класове да се преподават извън класните стаи на институцията. В Индия тя е зрител на много произведения на театър „Катакали“ и участва в някои пиеси.

### Телевизия
Връщайки се в Мексико през 1979 г., Анхелика се присъединява към актьорските редици на мексиканската компания Телевиса с помощта на продуцента Валентин Пимстейн, когото среща чрез режисьора от гръцки произход Димитриос Сарас. Тя започва с участието си в теленовелата Сандра и Паулина (1980), с участието на Жаклин Андере. През 1981 г. участва в теленовелата Домът, който откраднах, с участието на Анхелика Мария, и в минисериала Още едно завъртане, с участието на Рита Маседо. През 1982 г. тя играе женската отрицателна роля в теленовелата Ванеса, с участието на Лусия Мендес. През 1983 г. участва заедно с Лусеро в популярната теленовела за деца Чиспита. През 1984 г. участва в още две теленовели Звяр, заедно с Виктория Руфо, и Принцеса, която напуска малко след началото, когато ѝ е предложена първата главна роля.
През 1985 г. Валентин Пимстейн предлага на Анхелика главната роля в теленовелата Да живееш по малко, първата мексиканска версия на чилийската теленовела Мащехата на писателя Артуро Моя Грау, където си партнира с Рохелио Гера, Беатрис Шеридан, Ирма Лосано, Нурия Бахес, Клаудио Баес, Карлос Ансира, Артуро Пениче и Патрисия Перейра. В нея Анхелика дава живот на героинята си Андреа, жена, несправедливо обвинена в убийство и осъдена на двадесет години затвор в Аржентина. Теленовелата, режисирана от Рафаел Банкелс, Педро Дамян и Беатрис Шеридан, се радва на голям успех и носи на Анхелика един от най-забележителните успехи в нейната кариера.
През 1986 г. Карлос Тейес предлага на актрисата главната роля в теленовелата Свърталище на вълци, но тя я отхвърля и е заменена от Диана Брачо. Все по-честото участие на Анхелика в киното означава, че тя се завръща към телевизията едва през 1989 г. с теленовелата Къщата в края на улицата, с участието на Ектор Бония и Летисия Калдерон. Теленовелата е продуцирана от Хуан Осорио и режисирана от Хорхе Фонс.
През 1990 г. участва в теленовелата Дни без луна, заедно със Серхио Гойри. Също така има специално участие в теленовелата В плътта, продуцирана от Карлос Тейес, където споделя сцени с Едит Гонсалес и Гонсало Вега.
През 1991 г. Анхелика е поканена да е режисьор на диалози в теленовелата Майки егоистки, продуцирана от Хуан Осорио. Година по-късно тя играе ролята на Чоле в теленовелата С лице към Слънцето, продуцирана от Карла Естрада и режисирана от Мигел Корсега и Моника Мигел, споделяйки звездно участие с актрисата Мария Сорте. Теленовелата е толкова успешна, че през 1993 г. е направено продължение, озаглавено Отвъд моста.
През 1996 г. участва в теленовелата Плантация на страсти, продукция на Умберто Сурита и Кристиан Бах, с участието на Даниела Кастро и Хуан Солер. В продукция Анхелика получава първата си възможност да режисира.
През 1997 г. компанията Аргос Комуникасион предлага на актрисата главната роля в теленовелата Женски поглед, мексиканска адаптация на колумбийския роман Госпожа Исабел от Бернардо Ромеро Перейро. Теленовелата е продуцирана от ТВ Ацтека. Историята на Мария Инес Домингес, зряла жена, влюбена в по-млад мъж, носи на Анхелика най-големия успех в телевизионната ѝ кариера, която разчупва тогавашния модел в Мексико. Тя сподели сцени с Ари Телч, Фернандо Лухан, Маргарита Гралия и Еванхелина Елисондо.
След успеха на Женски поглед Анхелика Арагон се появява само спорадично по телевизията, докато не се завръща с главна роля през 2000 г. в теленовелата Всичко за любовта, мексиканска версия на колумбийската теленовела Майката. През 2003 г. тя се завръща в телевизията, за да участва в Женски поглед, завръщането, втора част на Женски поглед. Въпреки че теленовелата привлича публиката, тя не успява да надмине успеха на първата част. През 2005 г. актрисата прави последната си голяма телевизионна роля с минисериала Нито веднъж повече за насилието над жени. Тя също така режисира някои епизоди на сериала Това, което ние жените премълчаваме на ТВ Ацтека.
През 2011 г. Анхелика получава малка роля в телевизионния сериал С отворено сърце, мексиканската версия на американския сериал Анатомията на Грей.
През 2019 г. Анхелика участва в британския телевизионен сериал МайкаБащаСин с участието на Ричард Гиър. През 2020 г. има специално участие в стрийминг сериала на Нетфликс Необуздани.
През 2022 г. актрисата получава следващата си телевизионна роля в биографичния сериал Последният крал, базиран на живота на певеца Висенте Фернандес, проект, който също отбелязва завръщането ѝ в Телевиса след 26-годишно отсъствие.
През 2023 г. Анхелика участва в епизод от антологичния сериал на ужасите Белязаният час, продуциран от ТелевисаУнивисион за стрийминг платформата Vix.

### Кино
През 1984 г. Анхелика Арагон прави своя филмов дебют, поканена от продуцента Панчо Конер (син на мексиканската актриса Лупита Товар), в американския филм Злото, което правят хората на режисьора Джей Лий Томпсън, заедно с Чарлс Бронсън. Следват три други холивудски продукции: Войници играчки (1984), от Дейвид Фишър, с Джейсън Милър и Тим Робинс; Самсон и Далила (1984), заедно с Макс фон Сюдов и Виктор Матуре, и Дюн (1984) на Дейвид Линч, с участието на Силвана Мангано, Хосе Ферер и Стинг. Заради участието си мексиканска теленовела, Анхелика отхвърля предложението на актьора и режисьор Робърт Редфорд да си партнира с него във филма Войната в бобовите полета на Милагро, като е заменена от бразилската актриса Соня Брага.
В мексиканското кино актрисата дебютира през 1986 г. във филма Двамата монаси, заедно с братята Фернандо и Марио Алмада. Други продукции, в които участва, са в Ламберто Кинтеро (1987) заедно с певеца Антонио Агилар; Вкуси ме (1988) с певеца Хосе Хосе, вдъхновен от живота на мексиканския композитор Алваро Карийо; Яростта на бог (1988) на Фелипе Касалс, заедно с Умберто Сурита и Асумпта Серна, и Гоития, бог само по себе си (1989) от Диего Лопес Ривера и вдъхновен от живота на художника Франсиско Гоития.
В началото на следващото десетилетие Анхелика участва във филми като Древният град (1990) на Хуан Антонио де ла Рива, с Марио Алмада и Габриела Роел; Хертрудис (1992), базиран на живота на мексиканската политическа активистка Хертрудис Боканегра, заедно с Офелия Медина; американската продукция Жътвата, с Мигел Ферер и Джордж Клуни; Госпожицата (1994) от Марио Ернандес, с участието на Жаслин Андере и Мария Рохо, и Приятелко, виждам те (1994) от Гита Шифер, за която получава първата си награда „Ариел“ за най-добро женско участие.
През 1995 г. участва в успешната американска филмова продукция Любов в облаците на режисьора Алфонсо Арау, където си партнира с Киану Рийвс и Антъни Куин. През същата година тя получава втората си награда „Ариел“ за филма Кориандър и магданоз, заедно с Демян Бичир и Арселия Рамирес и режисиран от Рафаел Монтеро. През 1999 г. участва във филмите Хроника на една закуска на Бенхамин Кан и в успешния Секс, скромност и сълзи на Антонио Серано.
През 2000 г. Анхелика работи отново с Алфонсо Арау във филма Пикантни малки парченца. В тази продукция Анхелика също така служи като втори режисьор, имайки възможността да режисира важни фигури като Уди Алън, Кийфър Съдърланд, Шарън Стоун и други. През 2002 г. участва в успешния и противоречив филм на Карлос Карера Престъплението на отец Амаро, заедно с Гаел Гарсия Бернал, за който получава третата награда Ариел в своята филмова кариера. През 2004 г. участва в Мръсни танци: Хавана нощи, с участието на Диего Луна. През 2005 г. Анхелика Арагон е част от актьорския състав на филма Жената на моя брат на Рикардо де Монтрьой, заедно с Барбара Мори. През 2006 г. участва в успешния филм Красота на Алехандро Гомес Монтеверде. През 2009 г. участва в американската продукция От Мексико с любов, заедно с Куно Бекер, както и в мексиканската продукция Прясно преследван, с участието на Хайме Камил, и в американската продукция Търся Паладин, на режисьора Анджей Краковски, заедно с Бен Гасара. Това са само някои от най-забележителните ѝ филмови творби през това десетилетие.
През 2010 г. Анхелика участва във филми като 5 май: Битката (2013), отново с актьора Куно Бекер; испанско-мексиканската копродукция Всички са мъртви (2014) на режисьора Беатрис Санчес, където споделя сцени с Елена Аная и Патрисия Рейес Спиндола, и Тридесетгодишна, самотна и фантастична (2016), с участието на Барбара Мори. През 2016 г. озвучава герой в латиноамериканския дублаж на анимационния филм на „Дисни“ Смелата Ваяна. През същата година актрисата участва във филма Мистър Прасе, режисиран от Диего Луна, с участието на американския актьор Дани Глоувър. За това изпълнение актрисата получава нова номинация за наградата „Ариел“ в категорията за най-добра актриса във филм. През 2018 г. Анхелика участва в перуанския комедиен филм Не ме наричай стара мома. През 2019 г. участва във филма Прах, режисиран и с участието на Хосе Мария Яспик.

### Театър
Анхелика Арагон започва актьорската си кариера в различни студентски театрални проекти на Международния фестивал „Сервантино“ в Гуанахуато и в театър „Френски съюз“ в град Мексико. След като влиза в контакт с Алехандро Ходоровски, участва с малка роля в продукцията Саратруста (1970), където участват Ектор Бония, Карлос Ансира и Исела Вега. Участва също с малка роля в пиесата Дамата с камелиите (1970), режисирана от Хосе Соле Нахера, с участието на Долорес дел Рио.
Обратно в Мексико, след престоя си в Обединеното кралство, е поканена да участва в радиото. Там тя води собствено предаване и чете новините.
Сред постановките, в които участва, са Денят, в който стъпим на Луната (1981), режисирана от Нанси Карденас, с участието на Джули Фурлонг; Да се научиш да бъдеш дама (1983), също под режисурата на Карденас, с участието на Кармен Салинас и Берта Мос; Луда любов (1986) от Сам Шепърд, заедно с Ари Телч; Права на жените (1988); Контрабанда (1991), с участието на Ектор Бония; Златният орел (1992), базиран на живота на Исабел Моктесума; Две камелии (1993), режисирана и с участието на Сусана Александър; Кралски покер (1993), с участието на Офелия Медина; Любовни писма (1994), с първоначално участие на Ектор Бония, а години по-късно със Сесар Евора (2006); Страстна игра (1995) и Мария Естуардо (1996), със Сокоро Бония и Хулиета Брачо.
Други постановки, в които Анхелика Арагон участва, са: Истинският Запад (2008), режисирана от Хосе Кабайеро, заедно с Плутарко Аса и Фабиан Корес; Малки съпружески престъпления (2008), режисирана от Луис де Тавира, с участието на Рикардо Блуме; Легендата за китайката от Пуебла (2010) на режисьорката Марисела Лара; Изпитанието от Идалго (2010), режисирана и с участието на Хорхе Ортис де Пинедо, и Опасни връзки (2013), режисирана от самата Арагон, с участието на Жаклин и Шантал Андере. Като режисьор е режисирала и продукциите Да правим секс на спокойствие, с участието на Маргарита Гралия (2000); Мечта (2007), с участието на Ирма Лосано и Аарон Ернан; По тъмни причиви (2008), с участието на Естебан Соберанес и Роберто Д'Амико, и Последната дума (2016), с участието на Роберто Д'Амико и Пабло Перони. През 2013 г. участва и в музикалното шоу Ваше величество, болеро заедно с актьора Роберто Д'Амико.
През 2014 г. Анхелика Арагон е поканена от режисьора Патрик Суонсън да участва в театралната постановка Коледни празненства в театъра към Харвардския университет. През 2016 г. тя участва в пиесата Изоставена от бога от Марисела Лара. През 2017 г. и отново заедно с Д'Амико, Анхелика участва в гръцката трагедия Крал Креон.

### Личен живот
На 19-годишна възраст се омъжва за Шаджид, индийски музикант от Калкута, с когото се запознава на музикален фестивал в Мексико. Той отговаря за музикалния отдел на Кралския национален театър на Обединеното кралство. Тя живее с него в Индия в продължение на една година. Бракът им приключва малко след това. През 1988 г., докато снима филма Гоития, бог само по себе си в Сакатекас, има връзка със стар приятел от младостта си, историка Родриго Мартинес. В резултат на тази връзка се ражда единствената ѝ дъщеря на име Мария.